# Гранов, Игорь Сергеевич
И́горь Серге́евич Гра́нов (1 февраля 1941, Москва, РСФСР, СССР) — советский футболист, мастер спорта СССР (1968).

## Карьера
Воспитанник школы московского «Спартака». В 1960 сыграл 18 матчей за дублирующий состав москвичей. В 1961 провёл две игры за «Калев». С 1962 по 1964 год за дублирующий состав московского «Динамо», второй круг 1964 года провёл в «Авангарде» из Коломны. В 1965 провёл 46 матчей за «Волгу» из Калинина. В 1966 играл за «Авынтул», после чего три сезона провёл в «Динамо» из города Махачкала. В 1971 играл в «Динамо» из Целинограда, а завершил карьеру в «Строителе» из Уфы.